# Gábor Benedek
Gábor Benedek   (Tiszafüred, 23 de març de 1927) és un pentatleta hongarès que va competir durant la dècada de 1950.
El 1952 va prendre part en els Jocs Olímpics de Hèlsinki, on disputà dues proves del programa de pentatló modern. Junt a Aladár Kovácsi i István Szondy guanyà la medalla d'or en la competició per equips, mentre en la competició individual guanyà la medalla de plata, en finalitzar rere el suec Lars Hall. Quatre anys més tard, als Jocs de Melbourne, fou quart en la prova per equips i sisè en la prova individual.
En el seu palmarès també destaquen dues medalles d'or al Campionat del món de pentatló modern. En tornar dels Jocs de Melbourne fou purgat i se li va impedir tornar a competir. El 1969 va abandonar el país i es va establir a la República Federal Alemanya on va obtenir un treball d'entrenador a Warendorf.